# BD巴卡塔
BD巴卡塔（西班牙語：BD Bacatá），是目前正在哥伦比亚首都波哥大建造的一座摩天大楼，為该国最高的建筑，超过了科爾帕特里亞大樓，也是南美第四高的建筑。本建築包括南北兩塔，其中南塔有67层樓，总建筑面积120万平方英尺（111480平方米）。开发项目包括办公和零售空间、公寓和一家364间客房的酒店，取代了原来在同一地点建造的巴卡塔酒店。建成后，它将是哥伦比亚最高的摩天大楼，且因本建築是由私人通过购买哥伦比亚法律允许的股份和信托权利出资建立，也將是世界上第一座众筹资金的摩天大楼。
建筑公司和西班牙房地产开发商「可敬的拉梅拉斯」（Venerando Lamelas）在2018年因财务问题推迟了该综合体的竣工。共登记了13.3亿哥伦比亚比索的债务。

## 名称来历
大楼的名称“Bacatá”取自前哥伦布时期穆伊斯卡联盟在波哥大稀树草原上的主要定居点巴卡塔的原名，在穆伊斯卡人的土著语言奇布查语里的意思是“农场外的围墙”。

## 设计建造
BD巴卡塔综合楼拥有哥伦比亚最高的两座建筑，南塔有67层，西班牙公司欧洲之星旗下的新酒店将在这里运营；北塔則有56层。摩天大楼的主要材料是玻璃、铝和混凝土。两栋大楼将通过商场平台与一楼的人行道相连，两栋大楼共用一个人行道，并在两栋楼的14层和25层设有两座人行天桥。
酒店所在的南塔將有一面玻璃幕墙，办公区所在的北塔也将有玻璃立面，公寓区将有从地板到天花板的窗户和阳台。

## 众筹
BD巴卡塔是世界上第一座众筹资金的摩天大楼，也是哥伦比亚35年来建造的第一座摩天大楼。该建筑的出資者包括3800名普通哥伦比亚人。

## 图集

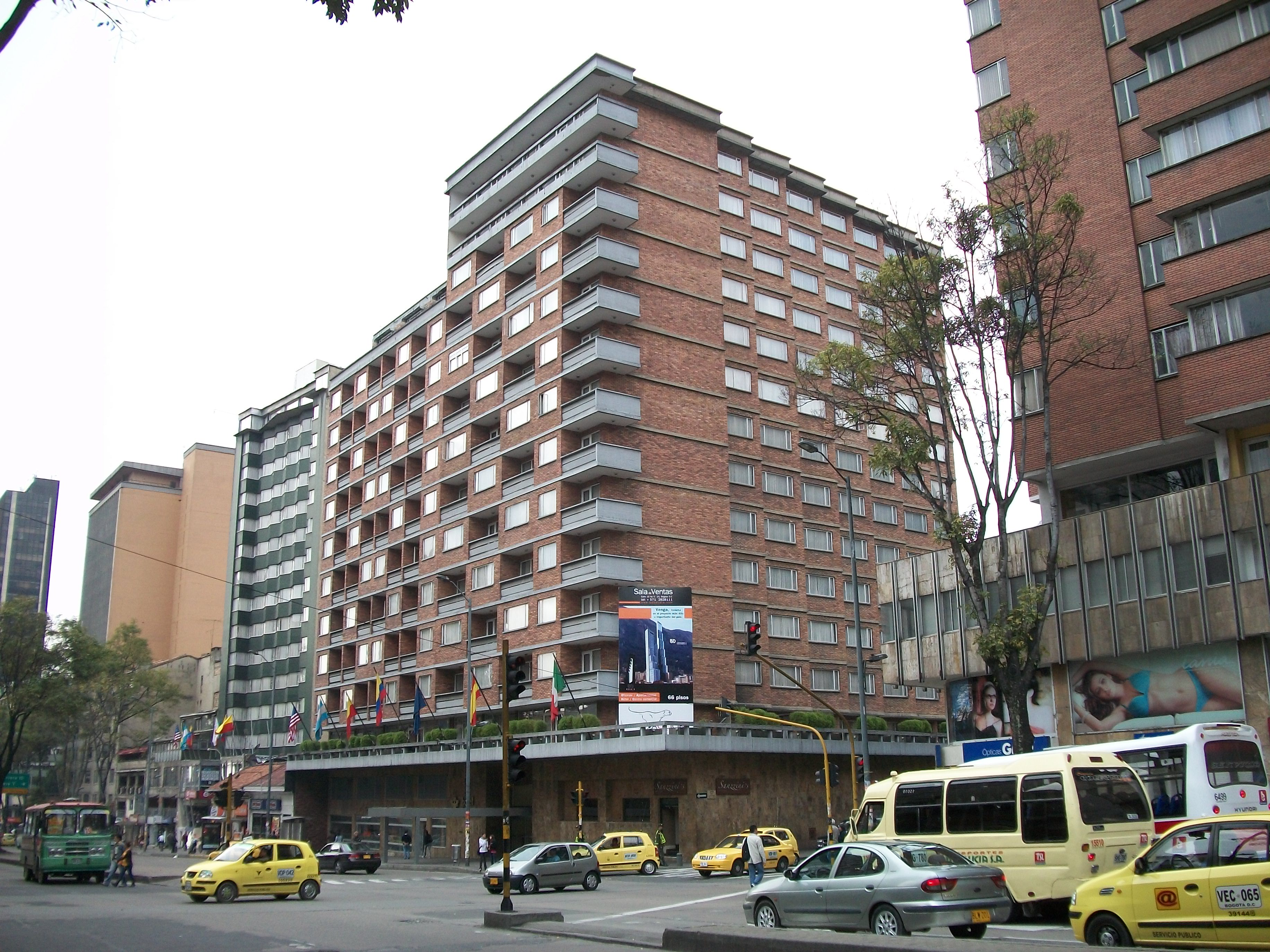
2010年拆除前的巴卡塔酒店
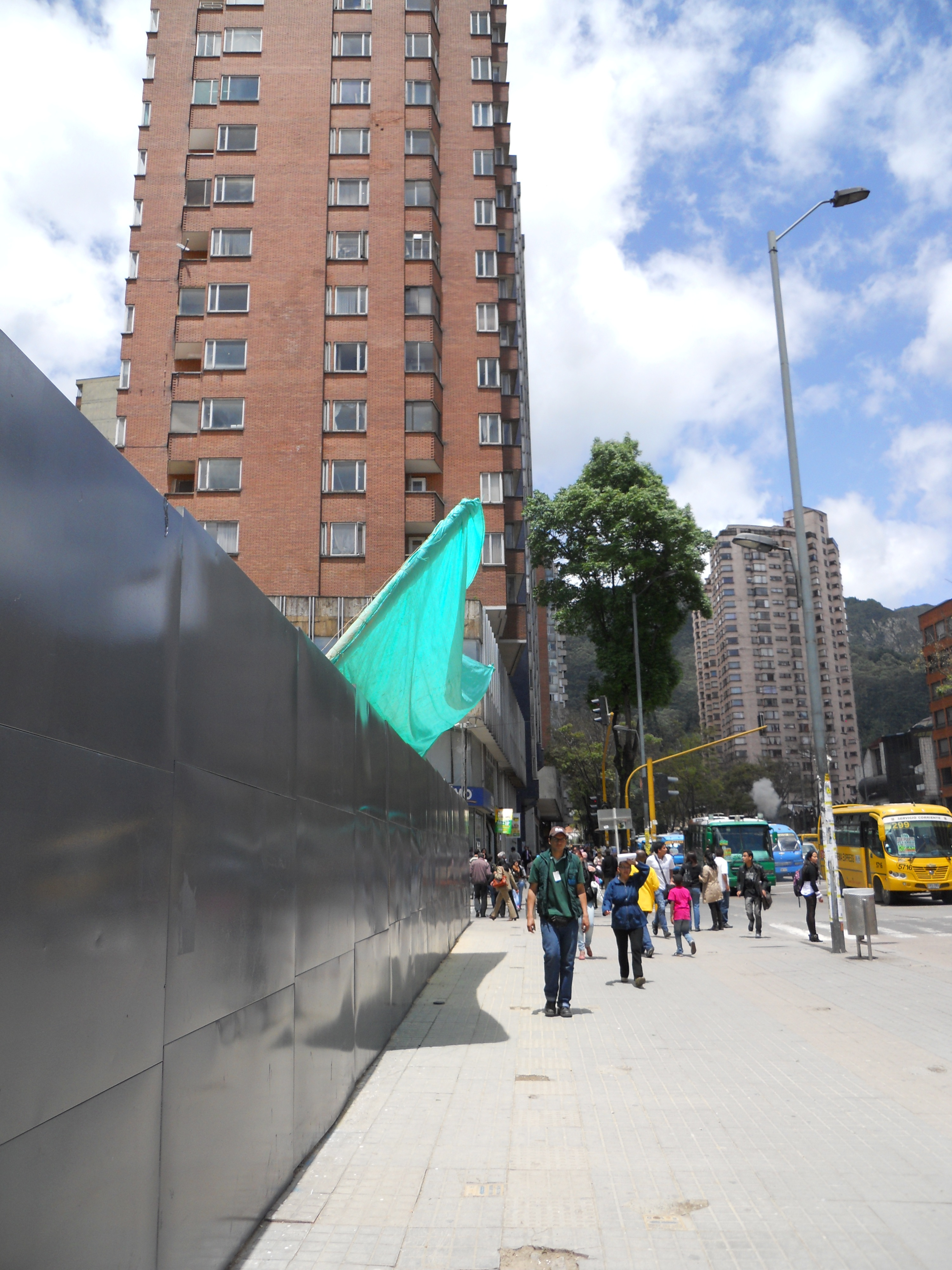
巴卡塔酒店被拆除
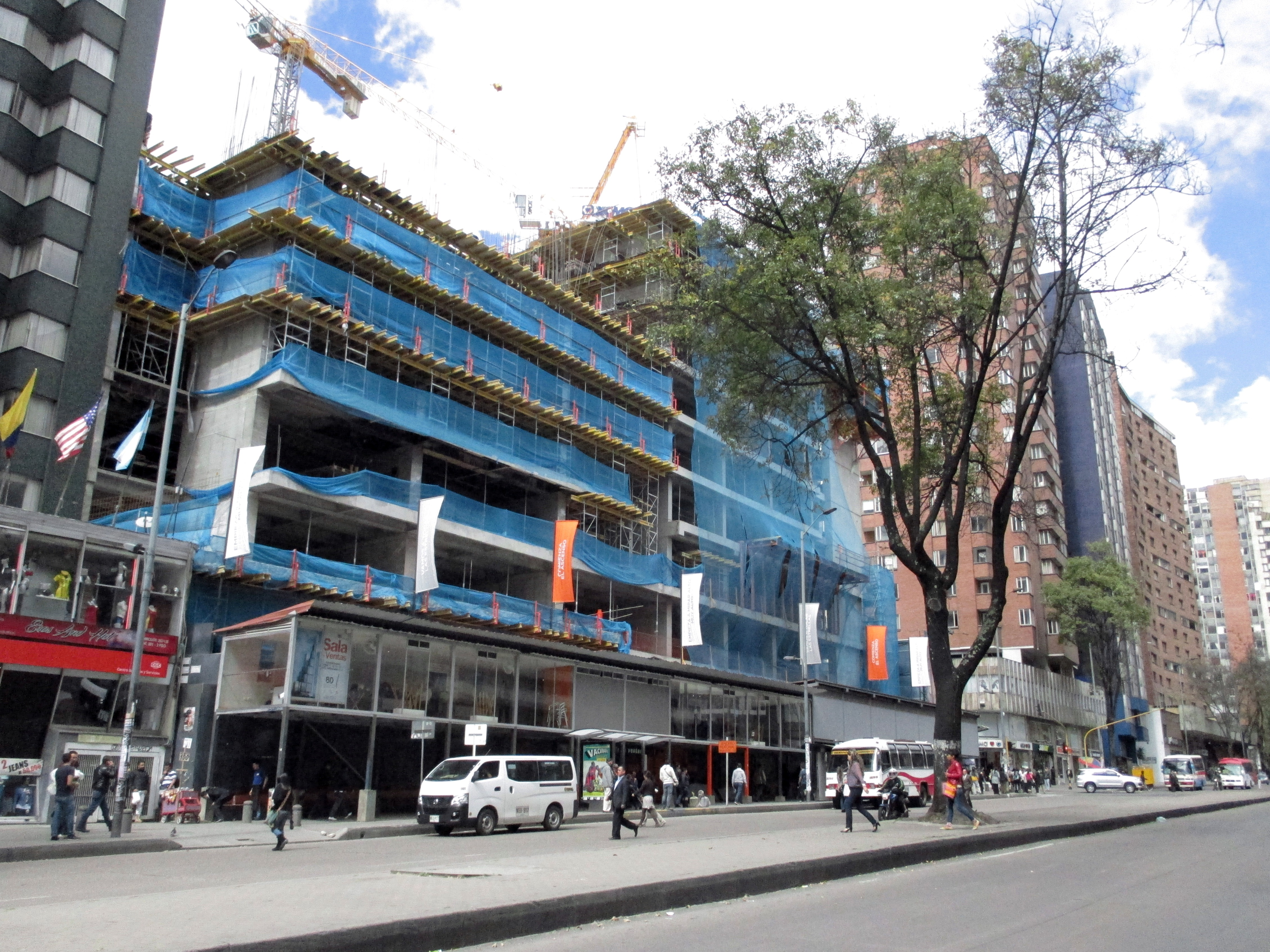
2013年7月的BD巴卡塔
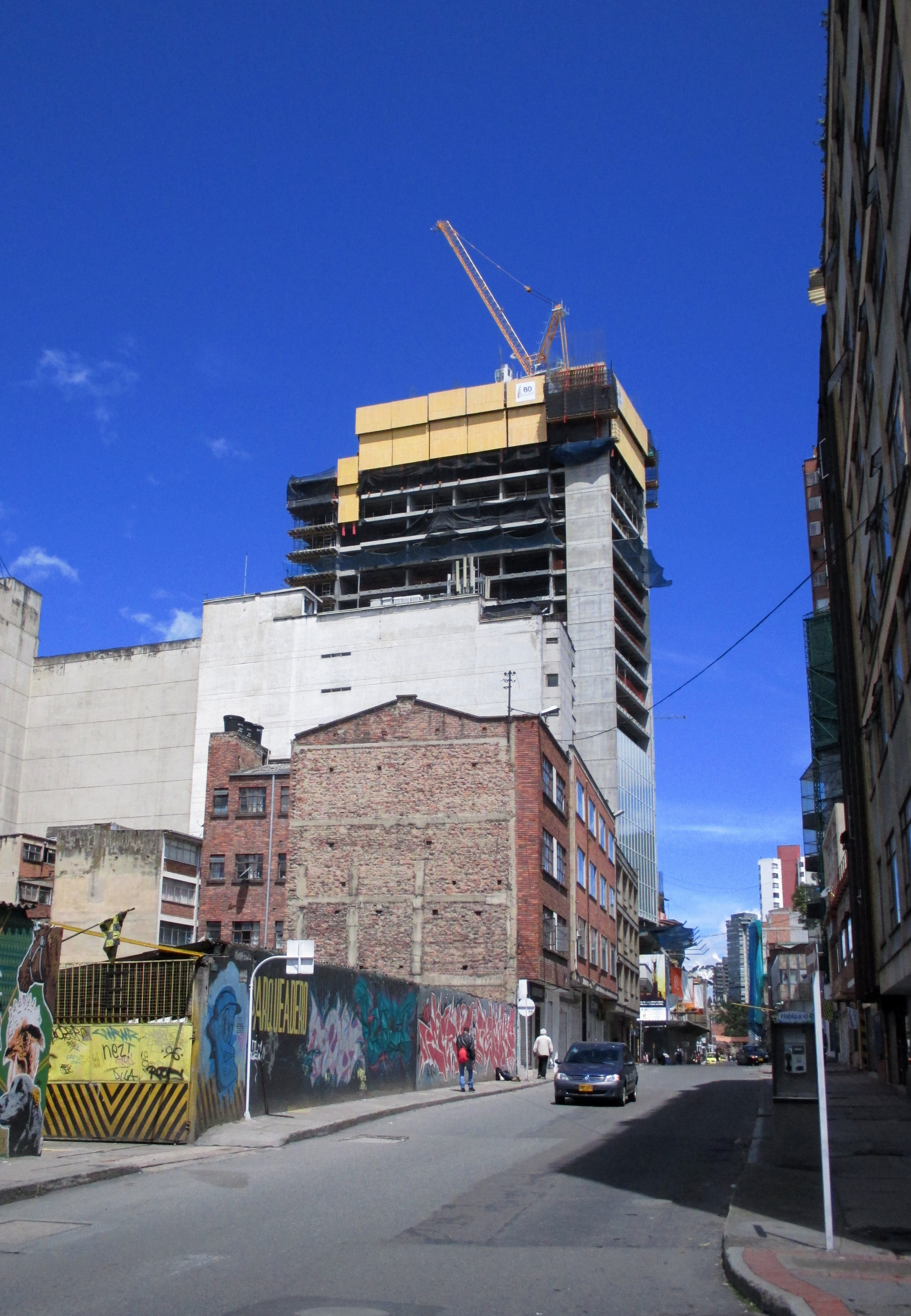
2013年11月
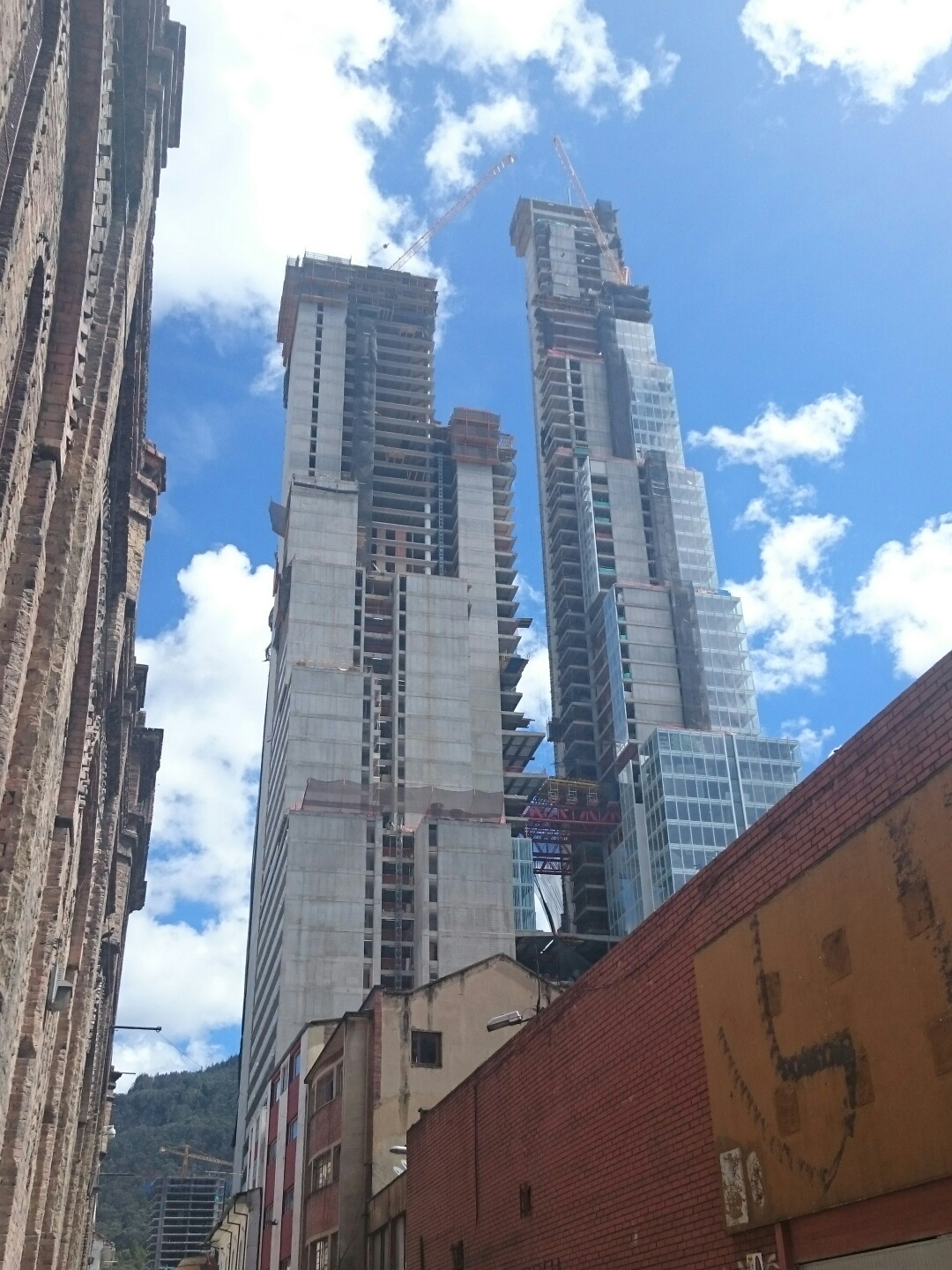
2015年12月
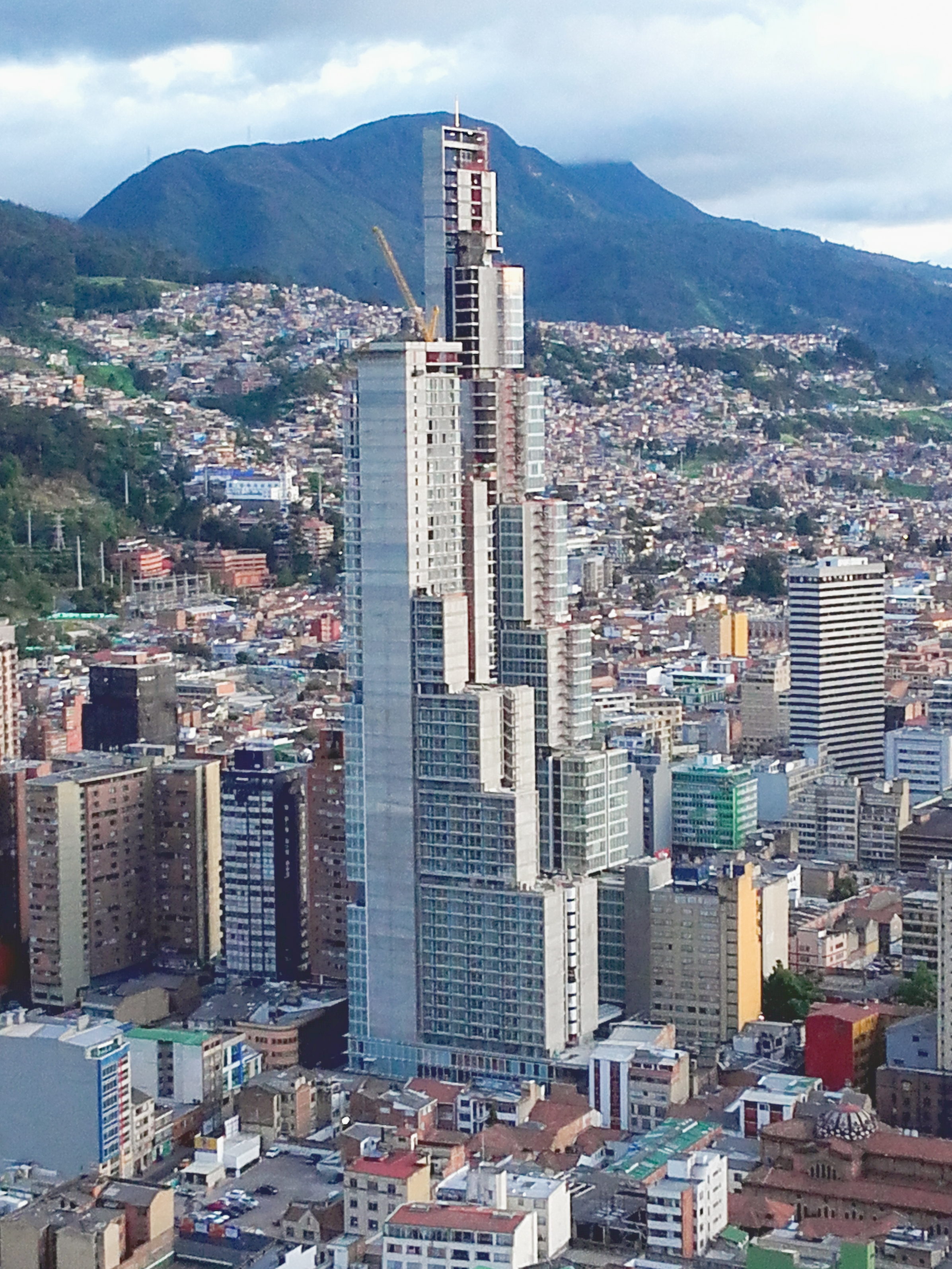
2016年9月
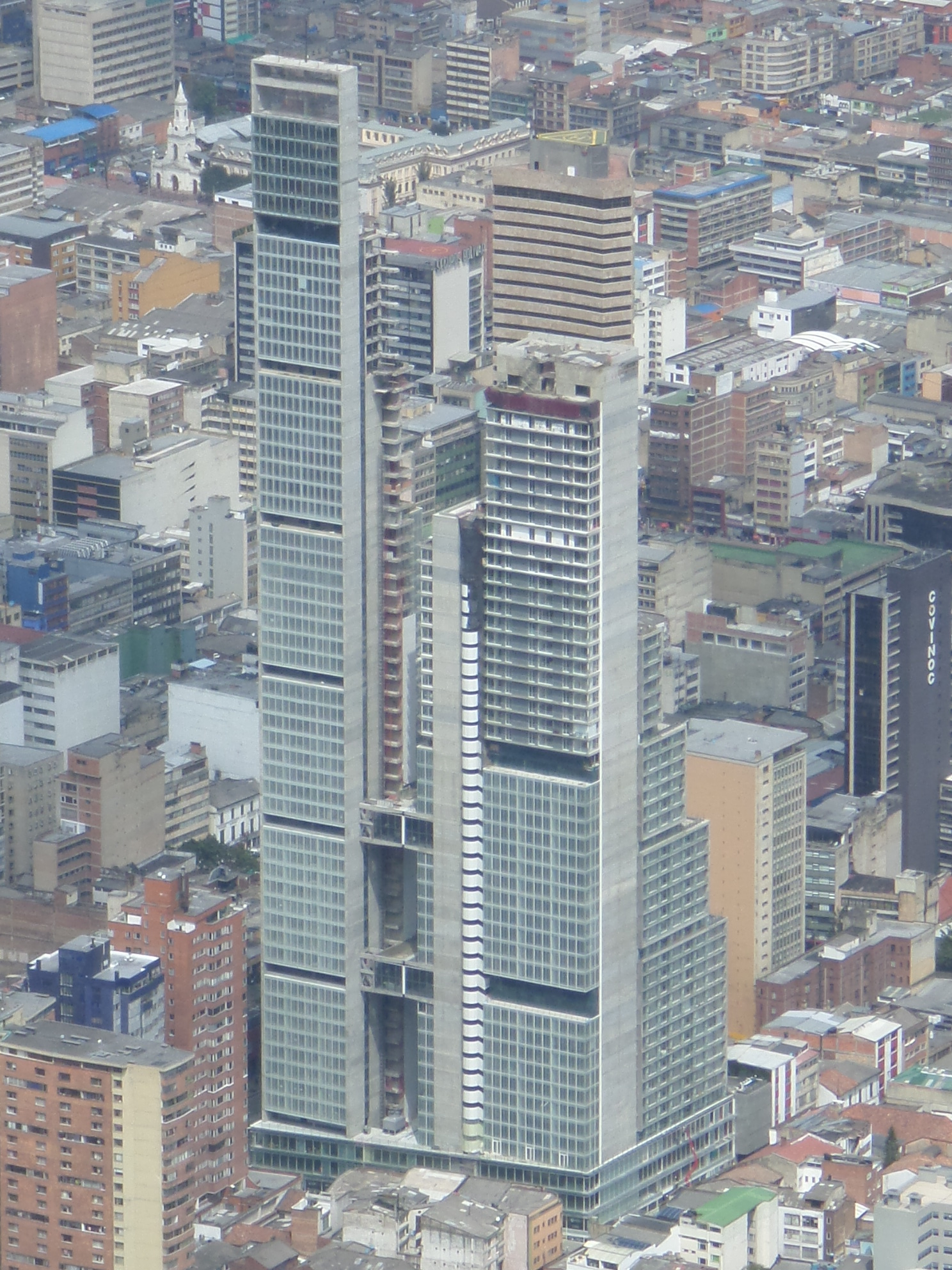
2017年4月
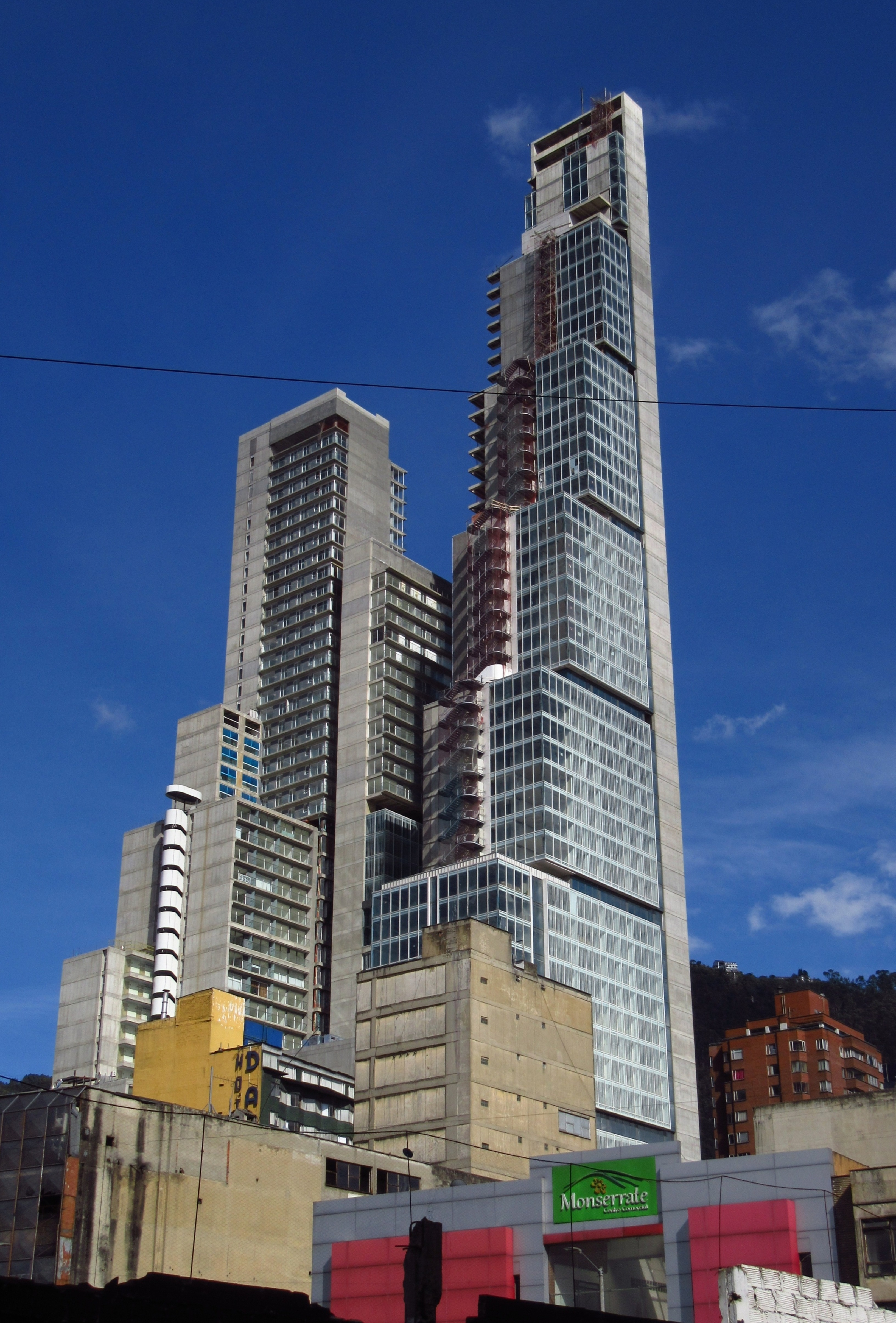
2018年5月